# Ананидзе, Джано Амиранович
Джано́ Амира́нович Анани́дзе (груз. ჯანო ამირანის ძე ანანიძე; род. 10 октября 1992, Кобулети, Аджария) — грузинский футболист, атакующий полузащитник. Наиболее известен по выступлениям за московский «Спартак» и сборную Грузии. Самый молодой автор гола в чемпионатах России (17 лет и 8 дней).

## Биография
Родился в семье грузина Амирана Ананидзе и русской гражданки Грузии Светланы Сакуновой. Имя получил в честь близкого друга Амирана. Амиран Ананидзе был футболистом, а затем тренером в городе Кобулети, мать — домохозяйкой. Отец Джано скончался 10 ноября 2012 года.
В 11 лет Ананидзе перешёл в школу тбилисского «Динамо» «Юный динамовец». В 2005 году был приглашён в киевское «Динамо», где провёл полтора года. После того, как киевский клуб не отпустил его выступать за сборную Грузии 1991 года рождения, он самостоятельно остался в лагере сборной, за что был отчислен из «Динамо» и вернулся в Грузию.

## Клубная карьера

### «Спартак» Москва
Летом 2007 года селекционеры московского «Спартака», в числе которых был Андрей Полищук, директор «Спартака» по развитию детско-юношеского футбола, наблюдали встречу игроков сборных Грузии и России 1992 года рождения, где и заметили перспективного хавбека. Через некоторое время Евгений Смоленцев, технический директор «Спартака», пригласил его на просмотр.
В «Спартаке» тренировался с командой своего возраста, затем с составом на год старше, где в двусторонней игре забил четыре гола, а, выйдя на замену в матче КФК под именем Максима Житнева, забил два гола.
Агент Реваз Челебадзе, известный в прошлом футболист тбилисского «Динамо», привёз к нам на просмотр мальчика перед одной товарищеской игрой. Очень попросил, чтобы его посмотрели. Мы – ему: «Ну, куда мы его поставим? Составы уже готовы, план составлен. Куда мы поставим его?». «Я вас прошу, посмотрите. Не пожалеете», — говорит. Я поставил Джано на второй тайм. Щуплый парень, был младше многих на поле. Но за 45 минут забил два гола и отдал результативный пас. И это без единой тренировки с нами! Сразу стало понятно – надо брать.Валерий Кечинов
После таких успехов Ананидзе получил предложение подписать контракт. Стоимость трансфера составила 300 тыс. долларов. Ананидзе выбрал «Спартак», потому что Смоленцев оказался единственным директором, кто напрямую обратился к нему, не пользуясь услугами агентов. Из-за невозможности подписания контракта с несовершеннолетним жителем другой страны вместе с Ананидзе в Москву переехали его родители, желавшие видеть сына футболистом. Из-за юридических формальностей футболист не мог выступать за «Спартак» в официальных матчах в 2008 году. С 2009 года Ананидзе стал выступать за дублирующий состав «Спартака».
В том же году, будучи игроком молодёжного состава «Спартака», Ананидзе наряду с другим игроком дубля, Павлом Яковлевым, привлекался к летним сборам основной команды в Австрии. Талантливых дублёров особо отметил генеральный директор и главный тренер Валерий Карпин.
15 июля 2009 года Ананидзе дебютировал в основном составе «Спартака» в кубковом матче против футбольного клуба «Краснодар» и на 90-й минуте матча забил гол. Затем был переведён в основной состав команды и 22 июля провёл первую тренировку.

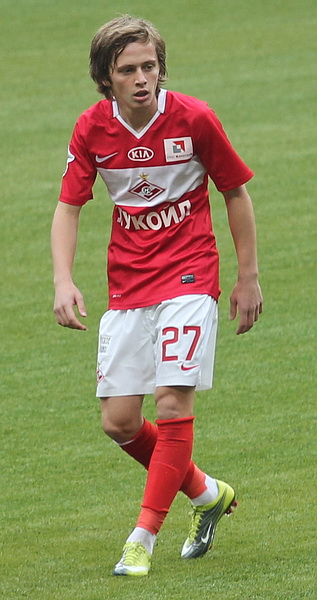
Джано в составе «Спартака» в 2010 году

В чемпионате России дебютировал 1 августа 2009 года в матче 16-го тура против «Кубани», выйдя на замену на 70-й минуте, а 18 октября в матче 25-го тура против московского «Локомотива» (3:0) забил свой первый гол, установив тем самым рекорд как самый молодой автор гола в чемпионатах России (17 лет и 8 дней).
В октябре стало известно, что за выступлениями Джано Ананидзе следит главный тренер лондонского «Арсенала» Арсен Венгер, а также «Ювентус», «Милан» и «Севилья». Однако спортивный директор «Спартака» Дмитрий Попов сказал, что клуб не будет рассматривать предложений по Ананидзе ещё 3-4 года.
21 июля 2010 года Ананидзе сделал первый дубль в составе «Спартака» — в ворота «Сибири» (5:3). 19 октября дебютировал в Лиге чемпионов в игре против «Челси». Всего в 2010 году сыграл 25 матчей и забил 2 гола. В декабре 2010 года на 3 года продлил контракт с «красно-белыми». Позднее контракт был продлён до 30 июня 2014 года.
17 февраля 2011 года в гостевом матче 1/16 финала Лиги Европы со швейцарским «Базелем» Ананидзе после розыгрыша штрафного забил свой первый гол в еврокубках, принеся «Спартаку» в компенсированное время победу со счётом 3:2. В марте получил травму голеностопа. Лишь в июне вернулся в состав команды и 18 июня забил победный мяч в матче с московским «Локомотивом». В сентябре Валерий Карпин заявил, что Ананидзе, который редко выходил в сезоне, потерял место в основном составе из-за большой конкуренции в линии полузащиты. Осенью Ананидзе вновь получил травму.

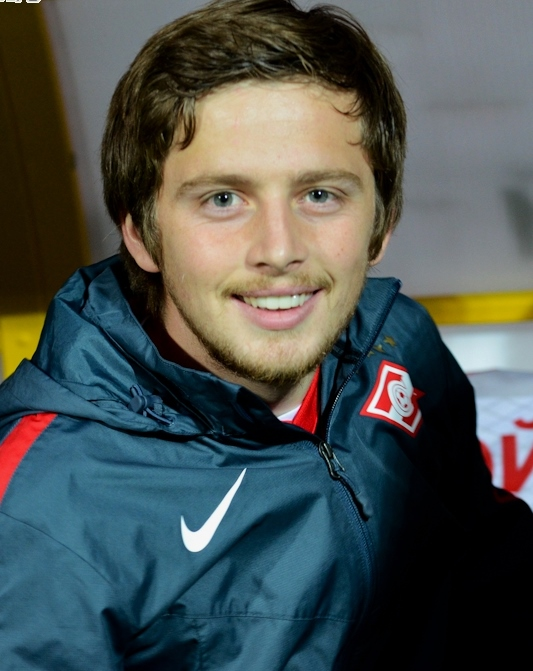
Джано в составе «Спартака» в 2015 году

Вернувшись в «Спартак» после аренды в «Ростове» в сезоне 2013/14, так и не стал игроком основы, изредка попадая в состав или выходя на замены. За два сезона (2014/15 и 2015/16) провёл в чемпионате России всего 26 матчей из 60 (из них только в пяти проводил на поле все 90 минут), не забив ни разу. В большинстве матчей выходил только на замену ближе к концу матча. В связи с этим всё чаще стала появляться информация, что игроком интересуются из других чемпионатов — Испании и Германии.
Перед сезоном 2016/17 взял себе в «Спартаке» 7-й номер вместо 49-го, который освободился после ухода из команды Кирилла Комбарова. Под номером 49 Ананидзе играл в честь отца, скончавшегося в 49 лет.
28 июля 2016 года в гостевом матче 3-го квалификационного раунда Лиги Европы против кипрского АЕКа забил за «Спартак» в официальном матче впервые за три с лишним года. 31 июля 2016 года уже в первом тайме сделал дубль в ворота тульского «Арсенала» в первом матче «Спартака» в чемпионате России 2016/17. Ананидзе отметился голом за московский клуб в чемпионате России впервые с 26 мая 2013 года, когда он забил последний мяч «Спартака» в сезоне 2012/13, выйдя на замену в матче против «Алании». 4 августа вышел в стартовом составе в ответном матче против АЕКа, но был заменён Дмитрием Аленичевым уже в перерыве при счёте 0:0. В итоге «Спартак» уступил 0:1 и выбыл из Лиги Европы, после чего Аленичев был уволен.
28 августа Ананидзе впервые вышел в стартовом составе при новом главном тренере Массимо Каррере и с передачи Зе Луиша забил победный мяч в матче 5-го тура чемпионата России в гостях против «Анжи» (2:0). 16 сентября в седьмом туре забил в ворота «Оренбурга» свой 4-й мяч в четырёх матчах чемпионата России, но этот гол оказался последним в сезоне для него. Всего в чемпионате 2016/17 провёл 22 матча, но только в шести матчах он отыграл все 90 минут.
23 сентября 2017 получил травму в матче с «Анжи» и досрочно покинул поле, осмотр выявил повреждение левого голеностопного сустава. 12 октября был прооперирован в Риме. В конце ноября Ананидзе снял гипс, который он носил после операции, провёл это время не в расположении «Спартака», а на родине в Грузии. Впервые после травмы голеностопного сустава появился на поле в гостевом матче 21 тура чемпионата России против «Локомотива» (0:0), выйдя на 78 минуте вместо Фернандо.
Не до конца восстановившись от предыдущей травмы был вызвал в сборную Грузии и 24 марта 2018 года вышел в стартовом составе на товарищеский матч против сборной Литвы (4:0) и уже на 11 минуте покинул поле на носилках. Позже выяснилось, что Ананидзе порвал переднюю крестообразную связку и 28 марта 2018 года был прооперирован в Риме. Вернулся на поле только 26 сентября в гостевом матче 1/16 Кубка России против новороссийского «Черноморца» (1:0), в этом матче вышел на замену на 83 минуте вместо Владислава Пантелеева. Следующий свой матч провёл только 8 декабря 2018 года против «Анжи» (3:0), в этом матче вышел на 70 минуте вместо Луиса Адриано и на 84 минуте сделал голевую передачу на Зе Луиша.
21 января 2020 года покинул «Спартак», расторгнув трудовой договор по обоюдному соглашению сторон. После разрыва контракта, «Спартак» выплатит футболисту примерно 1 млн евро, зарплата Джано в «Спартаке» составляла около 140 тысяч евро в месяц. Всего Ананидзе провёл за «Спартак» 146 матчей и забил 16 мячей, вместе с «красно-белыми» он становился чемпионом России и обладателем Суперкубка страны.

#### Аренда в «Ростов»
3 июля 2013 года перешёл на правах аренды в «Ростов». Арендное соглашение было рассчитано на один сезон. Вместе с Ананидзе в «Ростов» перешёл ещё один спартаковец — Артём Дзюба. Первый гол за «Ростов» в чемпионате России забил в пятом туре сезона 2013/14, когда ростовчане разгромили нижегородскую «Волгу» 4:0. В том же матче сделал 2 голевые передачи. Всего в сезоне забил 3 гола и сделал 8 голевых передач — это его лучший результат за всё время выступления в России.

#### Аренда в «Крылья Советов»
13 января 2019 года на правах аренды перешёл в самарские «Крылья Советов» до конца сезона 2018/19. 2 марта 2019 года дебютировал за новый клуб в матче 13 тура Российской Премьер-лига против московского «Локомотива» (2:2), выйдя в стартовом составе и в этом же матче забил свой первый гол за «Крылья Советов» c передачи Александра Самедова. 7 мая 2019 года получил травму колена и выбыл до конца сезона и пропустил 6 матчей. За «Крылья Советов» в РПЛ провёл 8 матчей, забил 1 гол и отдал 1 голевую передачу. В июне 2019 года, после завершения аренды, вернулся в «Спартак».

### «Анортосис»
22 января 2020 года стал игроком кипрского «Анортосиса», выступающего в дивизионе А. Ананидзе подписал контракт до конца сезона 2019/20. По словам Джано, «Анортосис» соответствует его целям, так как эта команда борется за чемпионский титул. Агент Джано Теймураз Лепсая, рассказал, что были предложения из Греции, Турции, России, но для Ананидзе было важно перезагрузить карьеру. Дебютировал за «Анортосис» 1 февраля 2020 года в матче 18-го тура чемпионата Кипра против катокопиаской «Доксы» (3:0), заменив на 75-й минуте матча Георгиоса Мантатиса. 11 марта 2020 года во время тренировки столкнулся с партнёром по команде и получил травму, обследование выявило у Ананидзе разрыв боковой связки колена.

### «Ротор»
6 августа 2020 года вернулся в Россию, заключив однолетний контракт с волгоградским «Ротором», который накануне вышел в премьер-лигу. 12 сентября 2020 года Джано расторг контракт с «Ротором» из-за травмы колена.

### «Динамо» Тбилиси
29 апреля 2021 года перешёл в тбилисское «Динамо», подписав контракт сроком на один год с опцией продления.
29 апреля 2022 года объявил о завершении карьеры из-за многочисленных травм.

## Карьера в сборной
28 июля 2009 года Ананидзе получил приглашение в национальную сборную Грузии. Однако на сбор команды игрок не прилетел, что вызвало недоумение Грузинской футбольной федерации. 31 августа «Спартак» официально объявил, что Ананидзе вызван в сборную Грузии. Руководство «Спартака» пыталось сохранить игрока для российских сборных, но не преуспело в этом.
5 сентября 2009 года Ананидзе дебютировал в составе сборной Грузии в матче отборочного турнира чемпионата мира 2010 года против команды Италии, став самым молодым игроком в истории своей национальной команды.
11 августа 2010 года забил гол и сделал голевую передачу в матче молодёжных сборных Грузии и Армении. 17 ноября 2010 года забил свой первый мяч за сборную Грузии, который принёс победу в гостевой товарищеской встрече со Словенией 2:1. 11 ноября 2011 года забил гол в ворота сборной Молдовы. 28 марта 2017 года сделал свой первый дубль в составе сборной Грузии, дважды поразив ворота сборной Латвии в товарищеском матче в Тбилиси (5:0).

## Награды и достижения

### Командные
Ростов
- Обладатель Кубка России: 2013/14

Спартак (Москва)
- Чемпион России: 2016/17
- Серебряный призёр Чемпионата России (2): 2009, 2011/12
- Бронзовый призёр Чемпионат России по футболу: 2017/18
- Обладатель Суперкубка России: 2017

### Личные
- Футболист года в Грузии по версии Msoplio sporti: 2009[65]

### Матчи и голы за сборную
| №  | Дата             | Оппонент    | Счёт | Голы Джано | Соревнование             |
| 1  | 5 сентября 2009  | Италия      | 0:2  | -          | Отборочные матчи ЧМ-2010 |
| 2  | 25 мая 2010      | Камерун     | 0:0  | -          | Товарищеский матч        |
| 3  | 3 сентября 2010  | Греция      | 1:1  | -          | Отборочные матчи ЧЕ-2012 |
| 4  | 7 сентября 2010  | Израиль     | 0:0  | -          | Отборочные матчи ЧЕ-2012 |
| 5  | 8 октября 2010   | Мальта      | 1:0  | -          | Отборочные матчи ЧЕ-2012 |
| 6  | 12 октября 2010  | Латвия      | 1:1  | -          | Отборочные матчи ЧЕ-2012 |
| 7  | 17 ноября 2010   | Словения    | 2:1  | 1          | Товарищеский матч        |
| 8  | 9 февраля 2011   | Армения     | 2:1  | -          | Товарищеский матч        |
| 9  | 3 июня 2011      | Хорватия    | 1:2  | -          | Отборочные матчи ЧЕ-2012 |
| 10 | 2 сентября 2011  | Латвия      | 0:1  | -          | Отборочные матчи ЧЕ-2012 |
| 11 | 6 сентября 2011  | Мальта      | 1:1  | -          | Отборочные матчи ЧЕ-2012 |
| 12 | 11 ноября 2011   | Молдова     | 2:0  | 1          | Товарищеский матч        |
| 13 | 29 февраля 2012  | Албания     | 2:1  | -          | Товарищеский матч        |
| 14 | 15 августа 2012  | Люксембург  | 2:1  | -          | Товарищеский матч        |
| 15 | 7 сентября 2012  | Беларусь    | 1:0  | -          | Отборочные матчи ЧМ-2014 |
| 16 | 12 октября 2012  | Финляндия   | 1:1  | -          | Отборочные матчи ЧМ-2014 |
| 17 | 16 октября 2012  | Беларусь    | 0:2  | -          | Отборочные матчи ЧМ-2014 |
| 18 | 22 марта 2013    | Франция     | 1:3  | -          | Отборочные матчи ЧМ-2014 |
| 19 | 2 июня 2013      | Ирландия    | 0:4  | -          | Товарищеский матч        |
| 20 | 5 июня 2013      | Дания       | 2:1  | -          | Товарищеский матч        |
| 21 | 14 августа 2013  | Казахстан   | 0:1  | -          | Товарищеский матч        |
| 22 | 6 сентября 2013  | Франция     | 0:0  | -          | Отборочные матчи ЧМ-2014 |
| 23 | 10 сентября 2013 | Финляндия   | 0:1  | -          | Отборочные матчи ЧМ-2014 |
| 24 | 5 марта 2014     | Лихтенштейн | 2:0  | 1          | Товарищеский матч        |
| 25 | 7 сентября 2014  | Ирландия    | 1:2  | -          | Отборочные матчи ЧЕ-2016 |
| 26 | 14 октября 2014  | Гибралтар   | 3:0  | -          | Отборочные матчи ЧЕ-2016 |
| 27 | 14 ноября 2014   | Польша      | 0:4  | -          | Отборочные матчи ЧЕ-2016 |
| 28 | 9 июня 2015      | Украина     | 1:2  | -          | Товарищеский матч        |
| 29 | 13 июня 2015     | Польша      | 0:4  | -          | Отборочные матчи ЧЕ-2016 |
| 30 | 4 сентября 2015  | Шотландия   | 1:0  | -          | Отборочные матчи ЧЕ-2016 |
| 31 | 29 марта 2016    | Казахстан   | 1:1  | -          | Товарищеский матч        |
| 32 | 5 сентября 2016  | Австрия     | 1:2  | 1          | Отборочные матчи ЧМ-2018 |
| 33 | 6 октября 2016   | Ирландия    | 0:1  | -          | Отборочные матчи ЧМ-2018 |
| 34 | 9 октября 2016   | Уэльс       | 1:1  | -          | Отборочные матчи ЧМ-2018 |
| 35 | 24 марта 2017    | Сербия      | 1:3  | -          | Отборочные матчи ЧМ-2018 |
| 36 | 28 марта 2017    | Латвия      | 5:0  | 2          | Товарищеский матч        |

Итого: 36 матчей / 6 голов; 11 побед, 10 ничьих, 15 поражений.

## Статистика выступлений
| Клуб                | Сезон               | Лига | Лига | Кубки | Кубки | Еврокубки | Еврокубки | Итого | Итого |
| Клуб                | Сезон               | Игры | Голы | Игры  | Голы  | Игры      | Голы      | Игры  | Голы  |
| ------------------- | ------------------- | ---- | ---- | ----- | ----- | --------- | --------- | ----- | ----- |
| Спартак (Москва)    | 2009                | 8    | 2    | 1     | 1     | —         | —         | 9     | 3     |
| Спартак (Москва)    | 2010                | 23   | 2    | 1     | 0     | 2         | 0         | 26    | 2     |
| Спартак (Москва)    | 2011/12             | 15   | 1    | 2     | 0     | 3         | 1         | 20    | 2     |
| Спартак (Москва)    | 2012/13             | 15   | 3    | 2     | 1     | 3         | 0         | 20    | 4     |
| Спартак (Москва)    | 2014/15             | 15   | 0    | 0     | 0     | —         | —         | 15    | 0     |
| Спартак (Москва)    | 2015/16             | 11   | 0    | 0     | 0     | —         | —         | 11    | 0     |
| Спартак (Москва)    | 2016/17             | 22   | 4    | 0     | 0     | 2         | 1         | 24    | 5     |
| Спартак (Москва)    | 2017/18             | 6    | 0    | 2     | 0     | 0         | 0         | 8     | 0     |
| Спартак (Москва)    | 2018/19             | 1    | 0    | 1     | 0     | 1         | 0         | 3     | 0     |
| Спартак (Москва)    | 2019/20             | 6    | 0    | 1     | 0     | 3         | 0         | 10    | 0     |
| Итого за «Спартак»: | Итого за «Спартак»: | 122  | 12   | 10    | 2     | 14        | 2         | 146   | 16    |
| → Ростов            | 2013/14             | 22   | 3    | 3     | 1     | —         | —         | 25    | 4     |
| → Крылья Советов    | 2018/19             | 8    | 1    | 0     | 0     | —         | —         | 8     | 1     |
| Анортосис           | 2019/20             | 6    | 0    | 2     | 0     | —         | —         | 8     | 0     |
| Ротор               | 2020/21             | 0    | 0    | 0     | 0     | —         | —         | 0     | 0     |
| Всего за карьеру    | Всего за карьеру    | 158  | 16   | 15    | 3     | 14        | 2         | 185   | 21    |

## Личная жизнь
Женат. Супруга Мириам (в девичестве — Пурелиани) родилась в Сванетии, но в раннем возрасте уехала в Тбилиси. Ананидзе заметил её в возрасте 16 лет в общей компании: она была сестрой его друга. Друг отказался их познакомить, но Ананидзе нашёл её контакты через социальную сеть Одноклассники. Спустя 3 года Джано и Мириам поженились. 2 мая 2014 года у них родилась дочь Миа.
Ананидзе верит в приметы: он всегда надевает обувь сначала на правую ногу, а затем на левую.